# Harjesia obscura
Espèce
 Harjesia obscura est une  espèce de papillons de la famille des Nymphalidae et de la sous-famille des Satyrinae et du genre Harjesia.

## Dénomination
Harjesia obscura a été décrit par Edward Arthur Butler en 1867 sous le nom d' Euptychia obscura.
Synonyme : Euptychia eremita Weymer, 1911.

### Noms vernaculaires
Harjesia obscura se nomme Obscure Satyr en anglais comme Harjesia griseola.

## Description
Harjesia obscura est un papillon aux ailes postérieures dentelées, d'une envergure d'environ 43 mm au dessus marron à marron très foncé.
Le revers est marron à marron très foncé avec une ligne submarginale de très discrets ocelles sauf à l'aile postérieure un proche de l'apex et celui proche de l'angle anal qui sont noirs et pupillés.

## Écologie et distribution
Harjesia obscura est présent en Équateur, en Bolivie, au Brésil et au Pérou.

### Protection
Pas de statut de protection particulier